# Ocneria
Ocneria is een geslacht van vlinders van de familie spinneruilen (Erebidae), uit de onderfamilie Lymantriinae.

## Soorten
- O. amabilis Christoph, 1887
- O. detrita (Esper, 1783)
- O. eos Reisser, 1962
- O. ledereri (Millière, 1869)
- O. prolai Hartig, 1963
- O. rubea (Denis & Schiffermüller, 1775)
- O. terebynthi (Freyer, 1839)